# Maimouna Diarra
Maimouna Diarra (30 de janeiro de 1991) é uma basquetebolista senegalesa.

## Carreira
Maimouna Diarra integrou a Seleção Senegalesa de Basquetebol Feminino, na Rio 2016, que terminou na décima segunda posição.